# Hokkaido Nippon-Ham Fighters

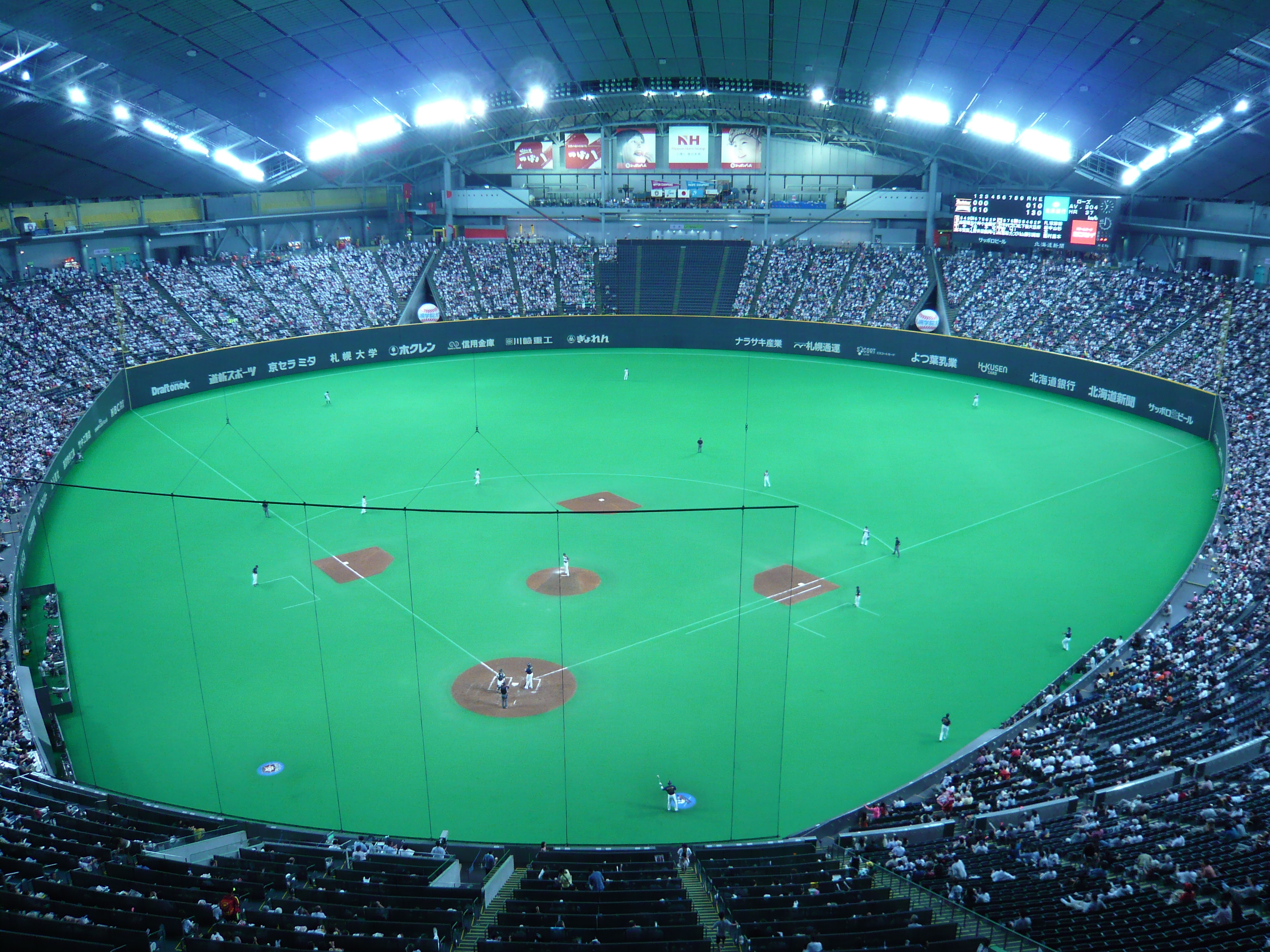
Sapporo Dome, casa de los Fighters.

Hokkaido Nippon-Ham Fighters (en japonés 北海道日本ハムファイターズ Hokkaidō Nippon-Hamu Faitāzu) es un equipo de béisbol con sede en la ciudad de Sapporo, Japón. Fue fundado en 1946, juega en la Liga Japonesa de Béisbol Profesional encuadrado en la Liga del Pacífico y disputa sus partidos como local en el Domo de Sapporo.
Originalmente establecido en Tokio, se trasladó en el año 2004 a la ciudad de Sapporo, en la Prefectura de Hokkaidō. Desde 1974 la empresa alimenticia Nippon Ham es la propietaria del equipo.

## Historia de la franquicia

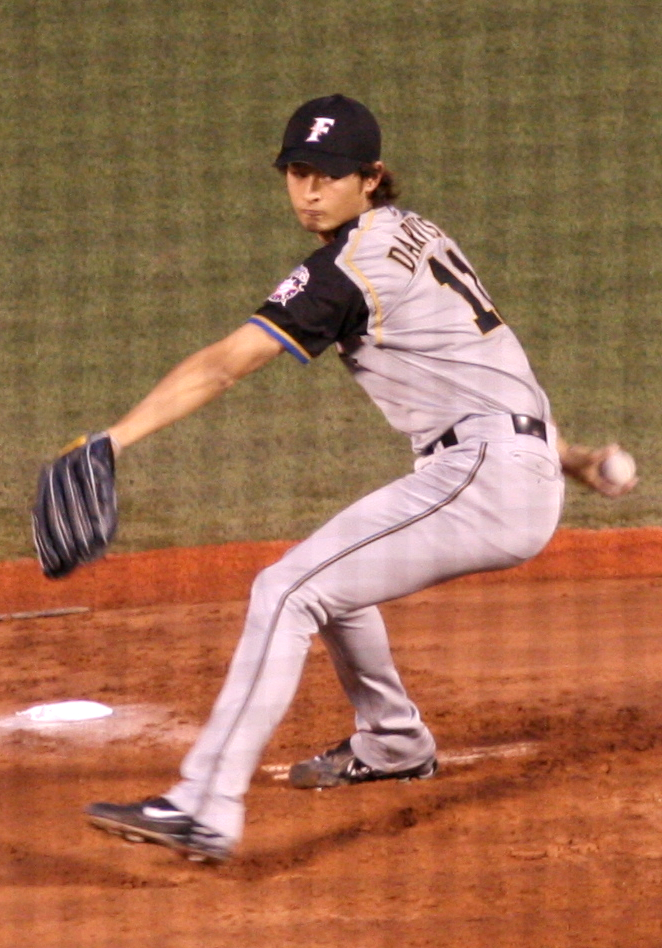
Yu Darvish, pitcher de los Fighters desde el año 2005.

### Inicios
La franquicia tiene su origen en 1946, cuando el dueño hasta el comienzo de la Segunda Guerra Mundial de los Tokyo Senators, Saburo Yokozawa, creó un nuevo equipo que mantuvo el nombre de Senators. Con medios precarios debido a la situación del país al término de la guerra, el equipo tuvo problemas económicos hasta que el empresario Kinkazu Saionji, bisnieto del ex primer ministro nipón Saionji Kinmochi, se hizo con las riendas del equipo y la empresa Noboru Oride pasó a patrocinarlos.
En enero de 1947 el equipo se vendió a la Corporación Tokyu, una empresa de ferrocarril de la ciudad, y el equipo pasó a llamarse Tokyu Flyers bajo el control de Hiroshi Okawa. La franquicia comenzó a atraer seguidores y ya contaba con buenos jugadores como Hiroshi Oshita, pero a pesar de que Tokyu contaba con una buena posición de mercado sus problemas económicos afectaron a la administración del club. En 1948 el equipo de béisbol de la empresa Daiei se unió a Tokyu para crear los Kyuei Flyers, pero un año después volvió a su nombre anterior tras la marcha de Daiei para comprar un equipo por separado.
Desde 1949 el equipo participó en la Liga del Pacífico. En septiembre de 1953 los Flyers se mudaron al Estadio Korakuen.

### Era de Toei
En febrero de 1954 Tokyu confió la administración de los Flyers a la Compañía Toei, de la que Okawa había sido elegido presidente. Más tarde, se transfirió el control a una compañía subsidiaria, la Toei Kogyo, y se cambió el nombre del equipo por el del Toei Flyers.
En 1961 la franquicia consiguió contratar al anterior técnico de Yomiuri Giants, Shigeru Mizuhara, como su nuevo entrenador. Bajo su dirección, el equipo consiguió ganar las Series de Japón de 1962 liderados por Masayuki Dobashi y Yukio Ozaki. El equipo mantuvo una buena situación deportiva hasta la década de 1970, en la que se destapó una trama de amaño de partidos que afectó a todos los equipos del campeonato y que llegó en una mala situación empresarial de Toei. Con la muerte de Okawa en 1971, los miembros de Toeir decidieron vender la franquicia a otras empresas interesadas.
Akitaka Nishimura, de la Compañía Nittaku Home, adquirió la franquicia en febrero de 1973 y ésta pasó a llamarse Nittaku Home Flyers. Sin embargo, la crisis de la Liga del Pacífico y diversas operaciones infructuosas para sacar adelante a los Flyers propiciaron el abandono de Nishimura.

### Era de Nippon Ham

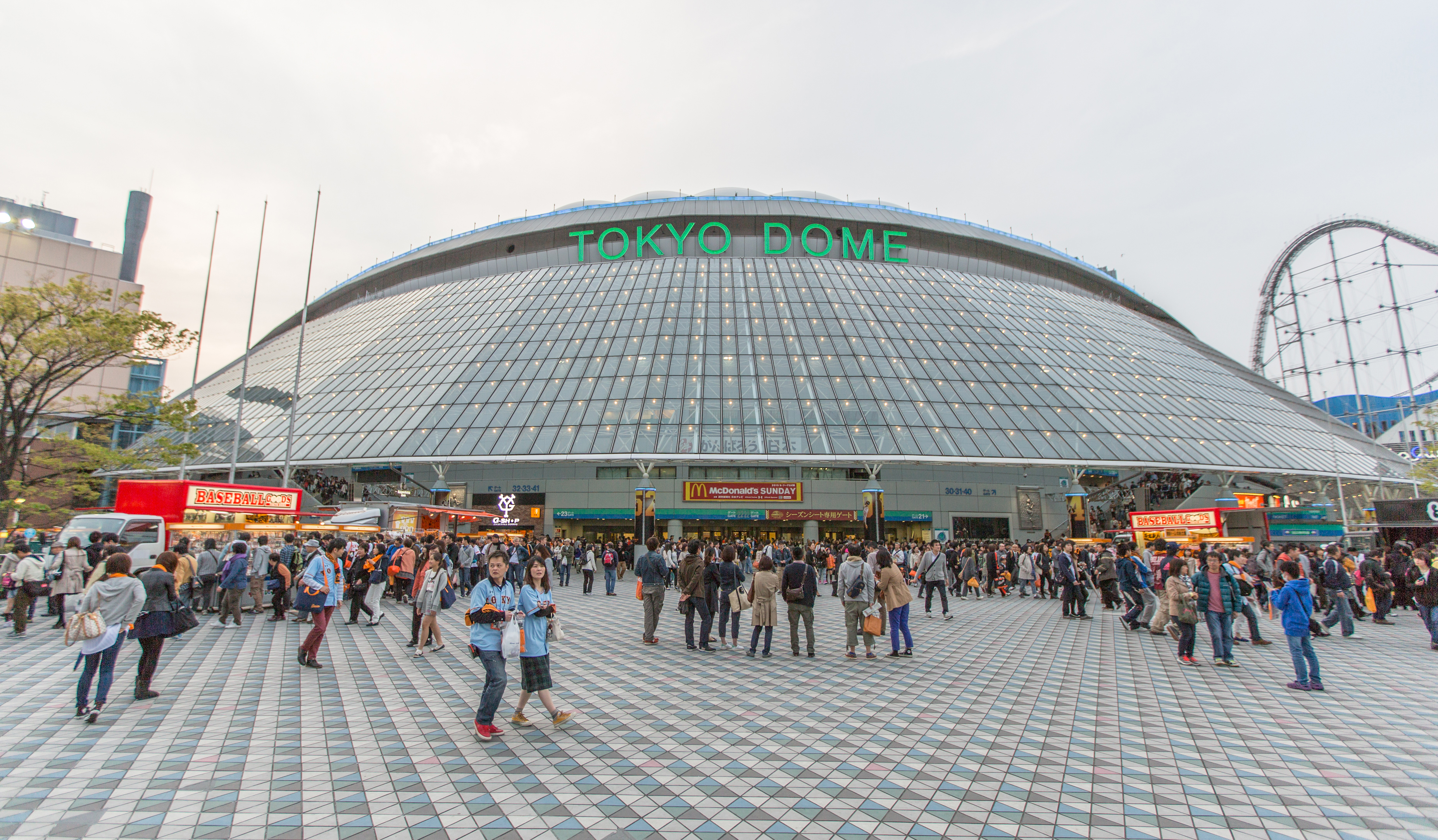
El Tokyo Dome fue el estadio de los Fighters desde 1988 hasta 2004.

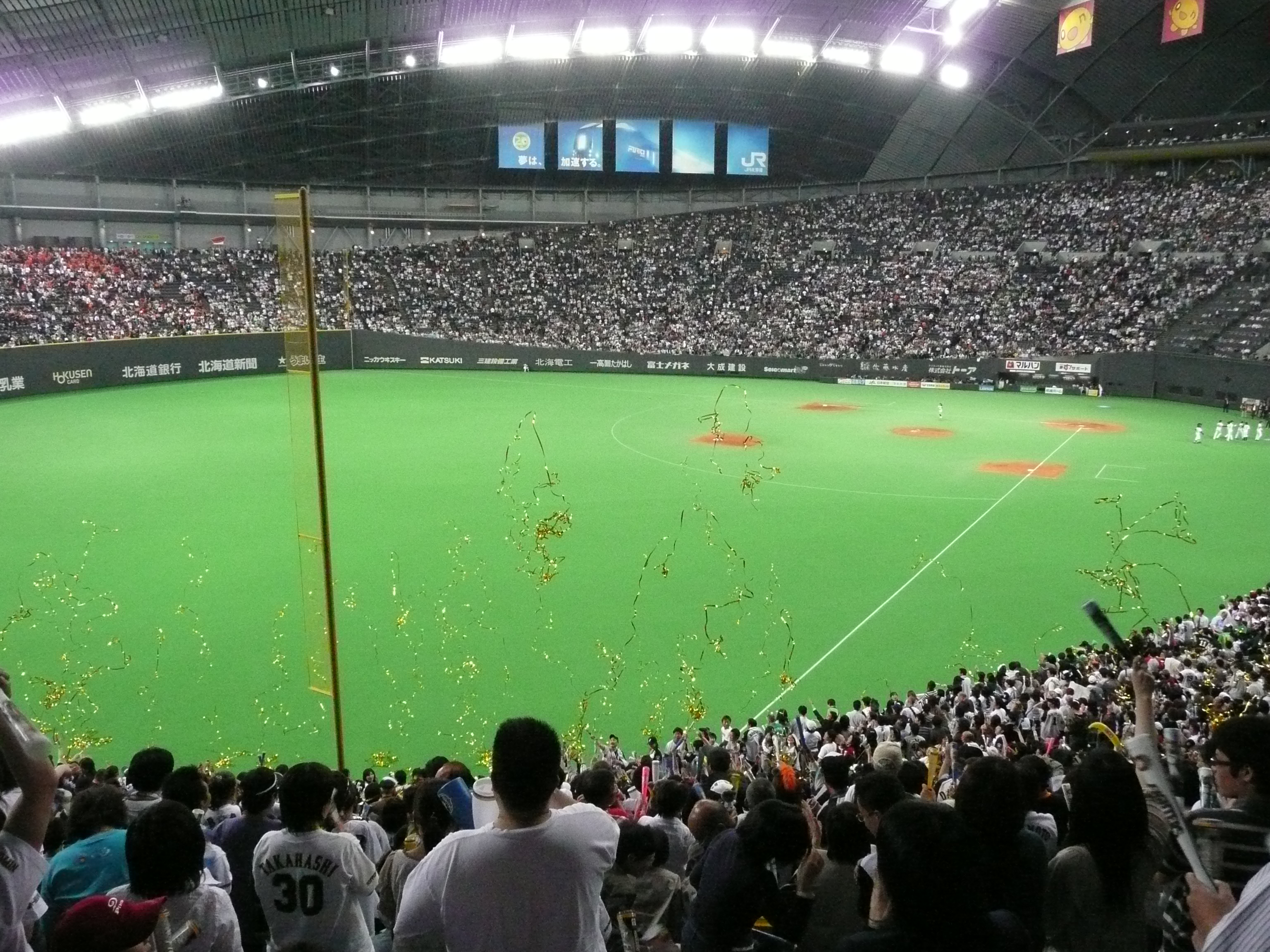
Desde el año 2004, el equipo juega en Sapporo (Hokkaidō).

En noviembre de 1973 la empresa alimenticia Nippon Ham compró el equipo y realizó múltiples cambios, cambiando el nombre de la franquicia por el de Nippon Ham Fighters. El nuevo nombre surgió a partir de la petición de varios aficionados, a modo de reflotar al equipo.
Durante las cuatro primeras temporadas bajo la administración de Nippon Ham el equipo quedó último de su Liga, pero tras varias mejoras y la contratación de futuras promesas, el club consiguió ganar la Liga del Pacífico en 1981 aunque perdió en las Series contra los Giants. Debido a que los Giants y los Fighters compartían estadio, la comisión del campeonato estableció que los Giants debían jugar de día mientras que los Fighters lo hicieran de noche. Además, los Fighters fueron el primer equipo con un grupo de aficionados organizado en el béisbol japonés, formado en su mayoría por estudiantes que acudían al estadio los fines de semana.
En 1988 el equipo se trasladó al Tokyo Dome, que sustituyó a Korakuen. La franquicia comenzó a arrastrar problemas de dirección a partir de la década de 1990, con varios últimos puestos consecutivos, pero recuperó la confianza en 1998 con bateadores como Nigel Wilson, Jerome Brooks o Michihiro Ogasawara entre otros, conocidos como la Big Band, que establecieron varios records de bateo. A pesar de terminar segundos y no poder clasificarse para las Series, los Fighters volvieron a la senda de los resultados positivos.

### Traslado a Hokkaido
A partir de la temporada 2002 los propietarios de la franquicia manifestaron su idea de trasladarse a Sapporo, quinta ciudad más poblada de Japón y capital de la Prefectura de Hokkaido, a partir del año 2004. A pesar de que en un principio el equipo que pensó en trasladarse fue Seibu Lions y de que los aficionados de Tokio, con una base bastante sólida, mostraron su frontal oposición, la NPB apoyó el traslado de los Fighters debido a que esto supondría una descentralización del béisbol en Japón y dejaría el Tokyo Dome totalmente libre para los Giants.
El equipo completó su traslado en 2004 y fichó a las estrellas Tsuyoshi Shinjo y Fernando Seguignol junto a un nuevo técnico, Trey Hillman. Los Fighters consiguieron el campeonato de División más la Serie de Japón en el año 2006, y la Liga del Pacífico en 2007 y 2009. Esto, sumado a la aparición de nuevas estrellas como el pitcher Yu Darvish o el bateador Sho Nakata, atrajo a los habitantes de Hokkaido que comenzaron a generar una importante base de aficionados del club.

## Palmarés
- Liga del Pacífico: 7 (1962, 1981, 2006, 2007, 2009, 2012, 2016)
- Serie de Japón: 3 (1962, 2006, 2016)
- Copa Konami: 1 (2006)

## Nombres de la franquicia
- Senators (1946)
- Tokyu Flyers (1947)
- Kyuei Flyers (1948)
- Tokyu Flyers (1949-1953)
- Toei Flyers (1954-1972)
- Nittaku Home Flyers (1973)
- Nippon Ham Fighters (Desde 1974)